# Decantació
La decantació és una tècnica que permet de separar un sòlid mesclat heterogèniament amb un líquid en el qual és insoluble o bé dos líquids immiscibles de densitat diferent.

## Decantació d'un sòlid
Si el sòlid és prou dens i gros, es dipositarà al fons del recipient, és a dir, es sedimentarà. Així doncs, inclinat el recipient, es pot separar el líquid o sobrenedant, abocant-lo en un altre recipient sense que caigui el sòlid o sediment.

## Decantació d'un líquid

Embut de decantació

Per separar líquids que no són solubles, com per exemple aigua i oli, cal introduir la mescla en un recipient anomenat embut de decantació i deixar que reposi fins que els líquids se separen en dues capes. Després, s'obre la clau i es deixa sortir el líquid de la capa inferior a poc a poc, i tanquem la clau quan falti poc perquè surti l'altre líquid. Per no contaminar els components de la mescla en separar-los, no és convenient aprofitar ni el final del primer líquid ni el començament del segon. Finalment, cal agafar un altre recipient i recollir el segon líquid.